# 오늘도 위위
"오늘도 위위"는 2019년에 개봉한 대한민국의 영화이다. 해당 영화는 고양이를 주제로 다룬다.

## 캐스팅
- 선우선 : 썬엄마 역
- 남지우 : 남 실장 역
- 이새별 : 펜션 손님 역
- 강희주 : 펜션 주인 역
- 김사라 : 건강이 / 쁘린째쯔 (목소리) 역
- 이슬 : 쁘린쯔 (목소리 역
- 여은미 : 고양이들 (목소리) 역
- 심형탁 : 행운이 (목소리) 역 (특별출연)

## OST
- 장난감
- Favorite Things - 소프티 웨이브

## 같이 보기
- 2019년 대한민국의 영화 목록